# Elezioni parlamentari in Finlandia del 2011
Le elezioni parlamentari in Finlandia del 2011 si tennero il 17 aprile per il rinnovo dell'Eduskunta.
Gli elettori ebbero facoltà di esprimere il proprio voto alcuni giorni prima dell'apertura dei seggi, segnatamente tra il 6 e il 12 aprile.
Questa fu la prima elezione dalla promulgazione nel maggio del 2009 della legge sul finanziamento delle campagne elettorali dei candidati, assieme ai 2010 emendamenti alla legge sui partiti politici. I candidati non possono ricevere più di 1500 € da contributori anonimi

## Contesto

### Quadro politico
L'importanza delle elezioni erano date dal fatto che la Finlandia sia capace di influenzare la decisione dell'Unione europea sul bailout del Portogallo attraverso l'European Financial Stability Facility, come parte del supporto finanziario per gli Stati europei in crisi e della caduta del governo portoghese guidato da José Sócrates. Piccole differenze nei sondaggi d'opinione tra i tre partiti più grandi (Partito di Coalizione Nazionale, Partito di Centro e Partito Socialdemocratico) e la sorprendente ascesa del partito dei Veri Finlandesi hanno reso elettrizzante l'atmosfera in attesa delle elezioni.
Nel giugno 2010, l'allora Primo ministro e leader del Partito di Centro Matti Vanhanen disse che avrebbe fatto un passo indietro da entrambe le posizioni. In una conferenza del partito tenuta tra l'11 e il 13 giugno, l'allora ministro dell'Amministrazione Pubblica e del Governo Locale Mari Kiviniemi è stata eletta come nuovo leader del partito. Vanhanen si dimise dalla posizione di Primo ministro pochi giorni dopo e fu sostituito dalla Kiviniemi, che divenne la seconda Primo ministro femmina nella storia della Repubblica.

### Esito
I risultati dell'elezione mostrarono un boom per i populisti Veri Finlandesi, che fu il terzo partito più votato, mentre gli altri partiti persero popolarità, ad eccezione delle Isole Åland. Il Partito di Coalizione Nazionale (Kok.) è risultato essere il partito più grande per la prima volta nella storia. La partecipazione alle elezioni salì dal 67,9% delle precedenti elezioni al 70,5% e gli scandali di corruzione si sono trasformati in un voto anti-incumbent: la coalizione guidata dal partito di Centro, che include il Partito di Coalizione Nazionale, la Lega Verde e il Partito Popolare Svedese di Finlandia, ha perso così la maggioranza per due posti e il Primo Ministro Mari Kiviniemi del Partito di Centro ha segnalato che il suo partito sarebbe passato all'opposizione.
Il 17 giugno, i sei partiti giunsero ad un accordo per formare una coalizione di governo, condotto da Katainen e consistente di 19 ministeri. Il portafoglio ministeriale venne diviso tra Partito di Coalizione Nazionale e Partito Socialdemocratico, entrambi con sei ministeri, mentre l'Alleanza di Sinistra, i Verdi e il Partito Popolare Svedese avrebbero avuto due ministeri a testa e i Cristiani Democratici uno. I sei partiti hanno annunciato i loro ministeri tra il 17 e il 20 giugno. Il 22 giugno il nuovo parlamento elesse Jyrki Katainen come Primo ministro.

### Sistema elettorale
I 200 membri dell'eduskunta sono eletti usando il metodo D'Hondt, attraverso il quale i votanti eleggono un candidato all'interno di una lista di partito. Alleanze elettorali tra partiti sono permessi ma sono state meno comuni per i partiti parlamentari in questa tornata elettorale in quanto i partiti si stavano preparando per la prossima riforma elettorale che non prevederebbe alleanze elettorali.
La Finlandia è divisa in 15 circoscrizioni elettorali.

## Risultati
| Liste                                 | Voti      | %     | Seggi |
| ------------------------------------- | --------- | ----- | ----- |
| Partito di Coalizione Nazionale       | 598 369   | 20,37 | 44    |
| Partito Socialdemocratico Finlandese  | 561 049   | 19,10 | 42    |
| Veri Finlandesi                       | 559 342   | 19,04 | 39    |
| Partito di Centro Finlandese          | 463 160   | 15,77 | 35    |
| Alleanza di Sinistra                  | 238 473   | 8,12  | 14    |
| Lega Verde                            | 212 837   | 7,25  | 10    |
| Partito Popolare Svedese di Finlandia | 125 865   | 4,29  | 9     |
| Democratici Cristiani Finlandesi      | 118 514   | 4,04  | 6     |
| Altri                                 | 59 477    | 2,03  | –     |
| Totale                                | 2 937 086 | 100   | 200   |

| Riepilogo dei seggi (+/- elezioni 2007) | Riepilogo dei seggi (+/- elezioni 2007) | Riepilogo dei seggi (+/- elezioni 2007) | Riepilogo dei seggi (+/- elezioni 2007) | Riepilogo dei seggi (+/- elezioni 2007) | Riepilogo dei seggi (+/- elezioni 2007) | Riepilogo dei seggi (+/- elezioni 2007) |
| --------------------------------------- | --------------------------------------- | --------------------------------------- | --------------------------------------- | --------------------------------------- | --------------------------------------- | --------------------------------------- |
|                                         |                                         |                                         |                                         |                                         |                                         |                                         |
| Vasemmisto                              | 14                                      | ▼ 3                                     |                                         | Vihreät                                 | 10                                      | ▼ 5                                     |
| SDP                                     | 42                                      | ▼ 3                                     |                                         | ÅS                                      | 1                                       | ━                                       |
| Keskusta                                | 35                                      | ▼ 16                                    |                                         | SFP/RKP                                 | 9                                       | ━                                       |
| KD                                      | 6                                       | ▼ 1                                     |                                         | Kokoomus                                | 44                                      | ▼ 6                                     |
| PS                                      | 39                                      | ▲ 34                                    |                                         |                                         |                                         |                                         |